# Poeobius meseres
Poeobius meseres är en ringmaskart som beskrevs av Heath 1930. Poeobius meseres ingår i släktet Poeobius och familjen Poeobiidae. Inga underarter finns listade i Catalogue of Life.